# بول شوفيه
بول شوفيه (بالإنجليزية: Paul Chauvet)‏ هو دراج فرنسي في صنف سباق الدراجات على الطريق.

## روابط خارجية
- بول شوفيه على موقع إحصائيات الدراجات الإحترافية (الإنجليزية)